# Alexander Angelin
Lars Alexander Angelin, född 30 januari 1990, är en svensk fotbollsspelare (mittfältare) som spelar för Västra Frölunda IF. 

## Karriär
Angelins moderklubb är Västra Frölunda IF. Han gick därifrån till Gais 2011. I augusti 2012 lånades Angelin ut till Utsiktens BK för resten av säsongen. Till säsongen 2013 skrev Angelin på en permanent övergång med Utsiktens BK. I december 2013 förlängde han sitt kontrakt med klubben. Han förlängde återigen sitt kontrakt över säsongen 2015, och senare även över säsongen 2016. I december 2016 förlängdes kontraktet med Utsiktens BK återigen med ett år.
Angelin skrev ett ettårskontrakt med BK Häcken inför säsongen 2018, kontraktet skrevs med en option på tre år. Den 2 juli 2018 blev det klart att Angelin återvände till GAIS, där han skrev på ett 1,5-årskontrakt. Efter säsongen 2019 lämnade Angelin klubben.
Den 19 december 2019 återvände Angelin till Utsiktens BK, där han skrev på ett tvåårskontrakt. Inför säsongen 2022 återvände Angelin till moderklubben Västra Frölunda IF.